# باطنه
باطنه (به عربی:  منطقة الباطنة ) نام منطقهٔ گسترده‌ای در کشور پادشاهی عمان
است. این منطقه به (ساحل الباطنة) مشهور است، این منطقهٔ گسترده در کرانهٔ ساحلی دریای عمان قرار دارد، امتداد منطقهٔ باطنه از خطمه ملاحه رو بسمت شمال، تا آغاز رأس الحمراء در جنوب، و ما بین کوه حجر غربی، در غرب، و خلیج عمان در شرق پایان می‌یابد. [. عرض سهل ساحلی (ساحل الباطنة) حوالی ۲۵ کیلومتر است. منطقه باطنه منطقه‌ای حاصلخیز و برای کشاورزی بسیار مناسب و آب زیر زمینی اش شیرین است.

## تقسیم‌بندی منطقهٔ باطنه
در تاریخ ۲۸ نوامبر ۲۰۱۱ دو استان بنام‌های:
- استان باطنه شمالی و
- استان باطنه جنوبی

در ضمن ( منطقهٔ باطنه ) تأسیس شده‌است، منطقهٔ باطنه یکی از مناطق بزرگ و مهم سلطنت عمان است و شامل ۱۲ بخش می‌باشد.

## جمعیت
جمعیت استان باطنه بر طبق آمار سال ۲۰۰۳ میلادی در حدود ۵۶۳٫۸۳۳ نفر بود. همچنین حدود ۸۸٫۸۳۴ از توابع کشورهای بیگانه در باطنه زندگی می‌کنند و به کارهای مختلف اشتغال دارند. جمعيت قابل توجه إز بلوچ هادر منطقه حضور دارن كه اصالت آن‌ها جاسكي وسيريكي است
همچنین در منطقه باطنه درختان کمیابی وجود دارد مانند: درخت «ماسوة» در شهرستان لوی و درخت «دیباج» در ولایت السویق.

## اقتصاد
مشهورترین صنایع دستی و تقلیدی باطنه ساخت خنجر، شمشیر، کشتی سازی، کوزه‌گری و کاشی وچرم و ساخت حلوای عمانی است.
اهمیت منطقه باطنه از آنجاست که چند بندرگاه و «اسکله» بزرگ و تجارتی وجود دارد و منطقهٔ عبور بین شرق و غرب و ترانزیت کالای مختلف است، و مرکز صادرات مس از در دوران گذشته تا امروز بوده‌است. این بنادر در کرانه اقیانوس هند واقع شده‌است.

## صحار در گذرگاه تاریخ
صحار یکی از بخش‌های منطقه باطنه‌است.
این شهر یکی مراکز مهم منطقه باطنه‌است و ۲۳۰ کیلومتر از مسقط فاصله دارد.
این شهر قبل از اسلام و در دوران حکم پادشاهان جیفر و عبد دو پسران آل جلندی پایتخت عمان بوده‌است. شهر صحار در دوران قدیم از مهم‌ترین مناطق تولید مس و صادرات آن بوده‌است. اما بعد از اسلام صحار مرتبهٔ پایتختی کشور از دست می‌دهد، اما این شهر به عنوان بزرگ‌ترین بندر تجارتی باقی می‌ماند؛ و یکی از بزرگ‌ترین بنادر تجارتی منطقه به‌شمار می‌آید در آن دوران، تا جائیکه با دوبندر بزرگ آن دوران سیراف و بصره رقابت داشته‌است. امروزه شهر صحار شهری آباد و پر رونق است.

## تقسیمات کشوری
در تقسیمات کشوری سلطنت عمان منطقه باطنه شامل ۱۲ شهرستان بود:
شهرستان‌ها
شهرستان‌ها (در عربی عمان: ولایات) این استان:

## روستاها
- روستای ینقول.
- روستای لیوا.
- روستای مخ.
- روستای فنجا.

## آثار تاریخی و گردشگری باطنه
از آثار تاریخی و گردشگری منطقه باطنه قلعه شما، «قلعه صحار»، قلعه رستاق، و حصن الحزم.
همچنین چند چشمه گوارا نیز در منطقه وجود دارد مانند:
چشمه عین الکسفه، و عین الثوارة، و عین النخل، سالیانه تعدادی زیادی از گردشگران از این مناطق دیدن می‌نمایند.